# Bayano Kamani
Bayano Ali Kamani (Houston, 17 april 1980) is een Panamees atleet, die zich heeft gespecialiseerd in het hordelopen en dan met name de 400 m horden. Hij was van 2005 tot 2021 Zuid-Amerikaans recordhouder op dat atletiekonderdeel. Kamani nam tweemaal deel aan de Olympische Spelen, maar won bij die gelegenheden geen eremetaal.

## Biografie

### Eerst Amerikaan, later Panamees
Kamani's vader kwam uit Panama, zijn moeder uit Barbados, maar omdat hij werd geboren in Houston had hij aanvankelijk de Amerikaanse nationaliteit. In eerste instantie kwam hij in atletiekwedstrijden ook uit voor de Verenigde Staten, zoals op de universiade in 1999, waar hij op de 400 m horden in 48,74 s het zilver veroverde achter de Pool Paweł Januszewski. En ook zijn beide NCAA-titels op zijn specialiteit verwierf hij, als student van de Baylor Universiteit, nog onder Amerikaanse vlag. In 2003 besloot hij echter om de nationaliteit van zijn vader over te nemen. Sindsdien vertegenwoordigt hij Panama op grote toernooien. 

### Internationale successen en OS
Kamani behaalde zijn eerste internationale succes in 2003, toen hij op de 400 m horden kampioen werd van Zuid-Amerika. Een jaar later nam hij deel aan de Olympische Spelen van Athene, waar hij in de finale van de 400 m horden in 48,74 vijfde werd, nadat hij zich hiervoor eerder in de halve finale met 48,23 had gekwalificeerd. Het is misschien wel zijn belangrijkste internationale prestatie geweest, ondanks zijn gouden medaille enkele jaren later op de Centraal-Amerikaanse en Caribische Spelen van 2006.
In 2008 was Bayano Kamani er op de 400 m horden tijdens de Olympische Spelen van Peking opnieuw bij, maar daar was hij niet in goeden doen. Nadat hij zich in zijn serie nog met een tijd van 49,05 had gekwalificeerd voor de volgende ronde, eindigde hij in zijn halve finale in 50,48 als achtste en laatste.

### Deelname aan WK's
Voor wat betreft zijn optredens tijdens WK's was Kamani's beste prestatie die van 2005, toen hij tijdens de wereldkampioenschappen in Helsinki in de halve finale van de 400 m horden een tijd van 47,84 realiseerde, niet alleen zijn beste prestatie ooit, maar tevens een Zuid-Amerikaans record. In de finale bleek hij zijn kruit te hebben verschoten en werd hij in 50,18 zevende.
Twee jaar later kwam hij op de WK in Osaka niet door zijn halve finale 400 m horden heen. Hij werd hierin met een tijd van 49,13 derde.

### Indoorrecord
Bayano Kamani zette ook enkele snelle tijden neer op de 400 m zonder obstakels. Daarbij is het opvallend, dat hij zijn beste tijden op dit onderdeel indoor heeft gelopen. Zij PR van 46,20 liep hij in 2001, toen nog als Amerikaans staatsburger. Met zijn Zuid-Amerikaanse record van 46,26, gelopen in 2005, is hij evenwel slechts een fractie langzamer.  

## Titels
- Zuid-Amerikaans kampioen 400 m horden - 2003
- Centraal-Amerikaans en Caribisch kampioen 400 m horden - 2006
- NCAA-kampioen 400 m horden - 1999, 2001

## Persoonlijke records
Outdoor
| Onderdeel    | Prestatie           | Datum           | Plaats   |
| ------------ | ------------------- | --------------- | -------- |
| 400 m        | 46,66 s             | 24 juli 2004    | Ninove   |
| 400 m horden | 47,84 s (ex-AR; NR) | 7 augustus 2005 | Helsinki |

Indoor
| Onderdeel | Prestatie | Datum           | Plaats       |
| --------- | --------- | --------------- | ------------ |
| 400 m     | 46,20 s   | 10 maart 2001   | Fayetteville |
| 500 m     | 1.03,59   | 29 januari 2008 | Boston       |

## Palmares

### Kampioenschappen
| Jaar | Wedstrijd                                 | Plaats            | Resultaat   | Onderdeel    |
| ---- | ----------------------------------------- | ----------------- | ----------- | ------------ |
| 1999 | Universiade                               | Palma de Mallorca | 2e          | 400 m horden |
| 2003 | Zuid-Amerikaanse kamp.                    | Barquisimeto      | 1e          | 400 m horden |
| 2004 | OS                                        | Athene            | 5e          | 400 m horden |
| 2004 | Wereldatletiekfinale                      | Monte Carlo       | 5e          | 400 m horden |
| 2005 | WK                                        | Helsinki          | 7e          | 400 m horden |
| 2005 | Wereldatletiekfinale                      | Monte Carlo       | 6e          | 400 m horden |
| 2006 | Centraal-Amerikaanse en Caribische Spelen | Cartagena         | 1e          | 400 m horden |
| 2007 | Pan-Amerikaanse Spelen                    | Rio de Janeiro    | 2e          | 400 m horden |
| 2007 | WK                                        | Osaka             | 3e (½ fin.) | 400 m horden |
| 2008 | OS                                        | Peking            | 8e (½ fin.) | 400 m horden |

### Golden League-podiumplekken
| Jaar | Wedstrijd          | Plaats  | Resultaat | Onderdeel    | Tijd    |
| ---- | ------------------ | ------- | --------- | ------------ | ------- |
| 2004 | Memorial Van Damme | Brussel | 1e        | 400 m horden | 48,30 s |
| 2004 | ISTAF              | Berlijn | 1e        | 400 m horden | 48,55 s |
| 2005 | Weltklasse Zürich  | Zürich  | 2e        | 400 m horden | 48,89 s |